# غوكدنيز قرادنيز

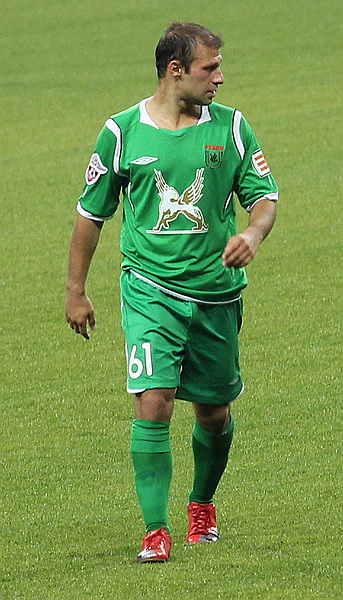
غوكدنيز قرادنيز

كُكدنيز قره دنيز (بالتركية: Gökdeniz Karadeniz)‏ ، من مواليد 11 يناير 1980 في قره دنيز أريغلي في تركيا ، لاعب كرة قدم تركي.
يلعب مع نادي روبن قزان الروسي منذ عام 2008.
بدأ باللعب مع منتخب تركيا لكرة القدم في عام 2003.

## مسيرته الكروية
لعب غوكدنيز قرادنيز خلال مسيرته الاحترافية مع ناديين في واحد وعشرون موسمًا وسجل خلالها 102 هدف ضمن 472 مباراة. حيث فاز في ثلاثة مواسم بالكأس وفي موسمين بالدوري.
خاض غوكدنيز قرادنيز مسيرته مع نادي طرابزون سبور في موسم 1997–98 ليلعب معه أحد عشر موسمًا، مشاركًا في 246 مباراة سجل خلالها 63 هدفًا. ثم انتقل إلى نادي روبين كازان في موسم 2008 ليلعب معه عشرة مواسم، حيث شارك في 226 مباراة سجل خلالها 39 هدفًا.

## روابط خارجية
- غوكدنيز قرادنيز على موقع الاتحاد الدولي (مؤرشف)  (الإنجليزية)
- غوكدنيز قرادنيز على موقع الاتحاد الأوربي (الإنجليزية)
- غوكدنيز قرادنيز على موقع اتحاد تركيا (لاعب) (الإنجليزية)
- غوكدنيز قرادنيز على موقع قاعدة بيانات كرة القدم.إي يو (الإنجليزية)
- غوكدنيز قرادنيز على موقع ناشيونال فوتبول تيمز (الإنجليزية)
- غوكدنيز قرادنيز على موقع Soccerway.com (الإنجليزية)
- غوكدنيز قرادنيز على موقع عالم كرة القدم.نت (الإنجليزية)
- غوكدنيز قرادنيز على موقع AS.com (الإسبانية)